# Bogdan Adamczyk (fizyk)
Bogdan Adamczyk (ur. 4 sierpnia 1930 w Lublinie, zm. 7 października 2011 tamże) – polski fizyk, profesor doktor habilitowany nauk fizycznych, pracownik Uniwersytetu Marii Curie-Skłodowskiej.

## Życiorys
W 1950 rozpoczął studia w dziedzinie fizyki na Wydziale Matematyki, Fizyki i Chemii Uniwersytetu Marii Curie-Skłodowskiej, w 1953 obronił przygotowaną pod kierunkiem prof. Stanisława Ziemeckiego pracę magisterską pt. Centra barwne w kryształach NaCl. Już podczas studiów pracował w kierowanym przez prof. Wacława Staszewskiego laboratorium Wydziału Fizyki, a następnie wszedł w skład stworzonego przez prof. Włodzimierza Żuka Zespołu Badawczego. W 1963 przedstawił pracę dotyczącą spektrometrii mas Spektrometr mas z polem elektrycznym o częstości radiowej i nieliniowym rozkładzie potencjału i uzyskał stopień doktora nauk fizycznych oraz stanowisko adiunkta. W 1965 przebywał na dziewięciomiesięcznym stażu w Instituut voor Atomen Molecuulfysica w Amsterdamie, gdzie pod kierunkiem prof. Jacoba Kistemakera prowadził badania nad jonizacją niektórych atomów i molekuł gazu elektronami. W 1969 został docentem, a dwa lata później po przedstawieniu rozprawy Pomiary przekrojów czynnych na jonizację pojedynczą i wielokrotną atomów He, Ne i Ar elektronami przy pomocy spektrometru mas z całkowitą transmisją jonów uzyskał stopień doktora habilitowanego. W 1972 i 1985 ponownie przebywał na stażach w Amsterdamie, a w 1978 w USA, gdzie w Laboratorium Human Performance Research w Pennsylvania State University badał skład powietrza wydychanego przez osoby jąkające się podczas mówienia. Od 1970 był wicedyrektorem Instytutu, a od 1978 do 1987 dyrektorem Instytutu Fizyki Uniwersytetu Marii Curie-Skłodowskiej. Zainicjował powstanie Zakładu Fizyki Stosowanej, a następnie kierował prowadzonymi tam badaniami naukowymi. W 1980 uzyskał tytuł profesora nadzwyczajnego. W 1990 uczelnia powołała go na stanowisko profesora zwyczajnego. W 2000 przeszedł na emeryturę.

## Dorobek naukowy
Bogdan Adamczyk specjalizował się w spektrometrii mas, pracował jako koordynator w dziedzinie fizyki w WSK PZL-Świdnik. Sam posiadając ciężką wadę wymowy opracował w lipcu 1957 opartą na zjawisku opóźnionego sprzężenia zwrotnego w mówieniu metodę "Echo", która znalazła zastosowanie w terapii jąkania, stworzył korektor mowy oraz ogólnopolski echo-telefoniczny system korekcji mowy, uhonorowano go za to tytułem Polaka Roku 1964. Swoje badania prowadził pracując w lubelskiej Pracowni Foniatrycznej oraz na koloniach dla dzieci jąkających się.

### Publikacje
- Trening i psychoterapia w metodzie „echo” /1973/;
- Spektrometria mas i elektromagnetyczna separacja izotopów /1980/ (pod redakcją Włodzimierza Żuka);
- Technologia elektronowa: III konferencja naukowa, Poznań 22-25 czerwca 1987: streszczenia referatów, komunikaty z komentarzem naukowym Bogdana Adamczyka /1987/;
- Stymulacja kanałem słuchowym, wzrokowym i dotykowym procesu mówienia jąkających się /1987/ (pod redakcją: Bogdan Adamczyk, Wiesława Kuniszyk-Jóźkowiak, Elżbieta Smołka);
- Jąkanie: Materiały IX Naukowego Zjazdu Polskiego Towarzystwa Logopedycznego Lublin, 24 i 25 września 1987 r. (pod redakcją Leona Kaczmarka i Bogdana Adamczyka) /1987/;
- Współczesne trendy w logopedii /1990/ (współautor Zbigniew Tarkowski);
- Kto jest kim w polskiej logopedii /1996/ (pod redakcją: Bogdan Adamczyk, Wiesława Kuniszyk-Jóźkowiak, Elżbieta Smołka);

## Członkostwo
- Członek założyciel Zarządu Głównego Polskiego Towarzystwa Próżniowego;
- Członek Lubelskiego Towarzystwa Naukowego;
- Członek European Physical Society;
- Wiceprzewodniczący Rady Naukowej Instytutu Agrofizyki PAN w Lublinie,
- Wiceprzewodniczący i Przewodniczący Zarządu Głównego Polskiego Towarzystwa Logopedycznego;
- Redaktor Naczelny rocznika „Logopedia”.

## Odznaczenia
- Krzyż Kawalerski Orderu Odrodzenia Polski,
- Złoty Krzyż Zasługi,
- Medal Komisji Edukacji Narodowej,
- Odznaka „Za Zasługi dla Lubelszczyzny”.